# Wladimir Wladimirowitsch Kotenjow
Wladimir Wladimirowitsch Kotenjow (russisch Владимир Владимирович Котенёв; * 18. Juli 1957 in Moskau) ist ein russischer Diplomat. Er war von April 2004 bis Juni 2010 Russischer Botschafter in Deutschland. Von Juli 2010 bis zum 31. Mai 2011 war Kotenjow Geschäftsführer der damaligen Gazprom Germania.

## Leben
Schon sein Vater war im diplomatischen Dienst, so dass Kotenjow unter anderem vier Jahre in Neu-Delhi aufwuchs. Er studierte am Staatlichen Moskauer Institut für Internationale Beziehungen. Hier lernte er auch seine Mitstudentin und heutige Ehefrau Maria kennen. Sie studierte am selben Institut Ökonomie. 1977 war Kotenjow das erste Mal in Deutschland. Er besuchte unter anderem Dresden als Student in einem Austauschprogramm. Auch London konnte er so zweimal besuchen.
Von 1979 bis 1984 arbeitete Kotenjow im sowjetischen Konsulat in Berlin-Dahlem. Anschließend wurde er als Diplomat nach Ost-Berlin versetzt. Bis 1986 war er dort tätig. Bevor er zum russischen Botschafter in Deutschland ernannt wurde, hatte er den Posten des Direktors der Konsularabteilung des russischen Außenministeriums bekleidet.
Von 2001 bis 2009 fand in der Russischen Botschaft in Berlin der jährliche Sommerball statt, den er ab 2004 mit seiner Ehefrau ausrichtete. Sein Nachfolger als Botschafter in Berlin, Wladimir Michailowitsch Grinin, beendete den jährlichen Sommerball in der Russischen Botschaft.
Seine Ehefrau Maria und er haben eine Tochter und einen Sohn.
Kotenjow war anfangs Unterstützer des Vereins Deutschland-Russland – Die neue Generation, dessen Kuratorium seine Frau Maria bis November 2019 angehörte.